# Place Tahrir
Pour les articles homonymes, voir Place Tahrir (homonymie).

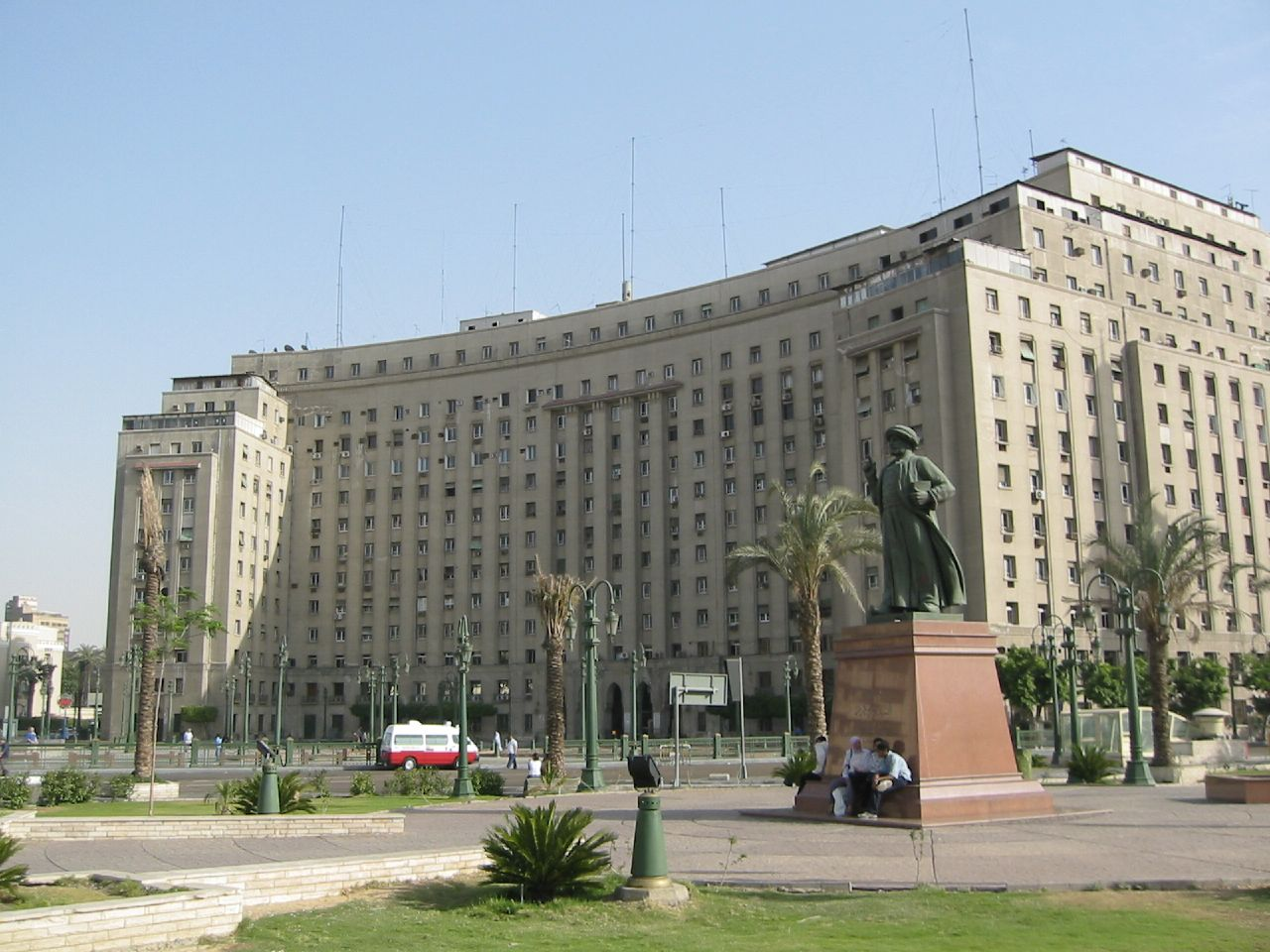
L'immeuble Mogamma, sur la place Tahrir

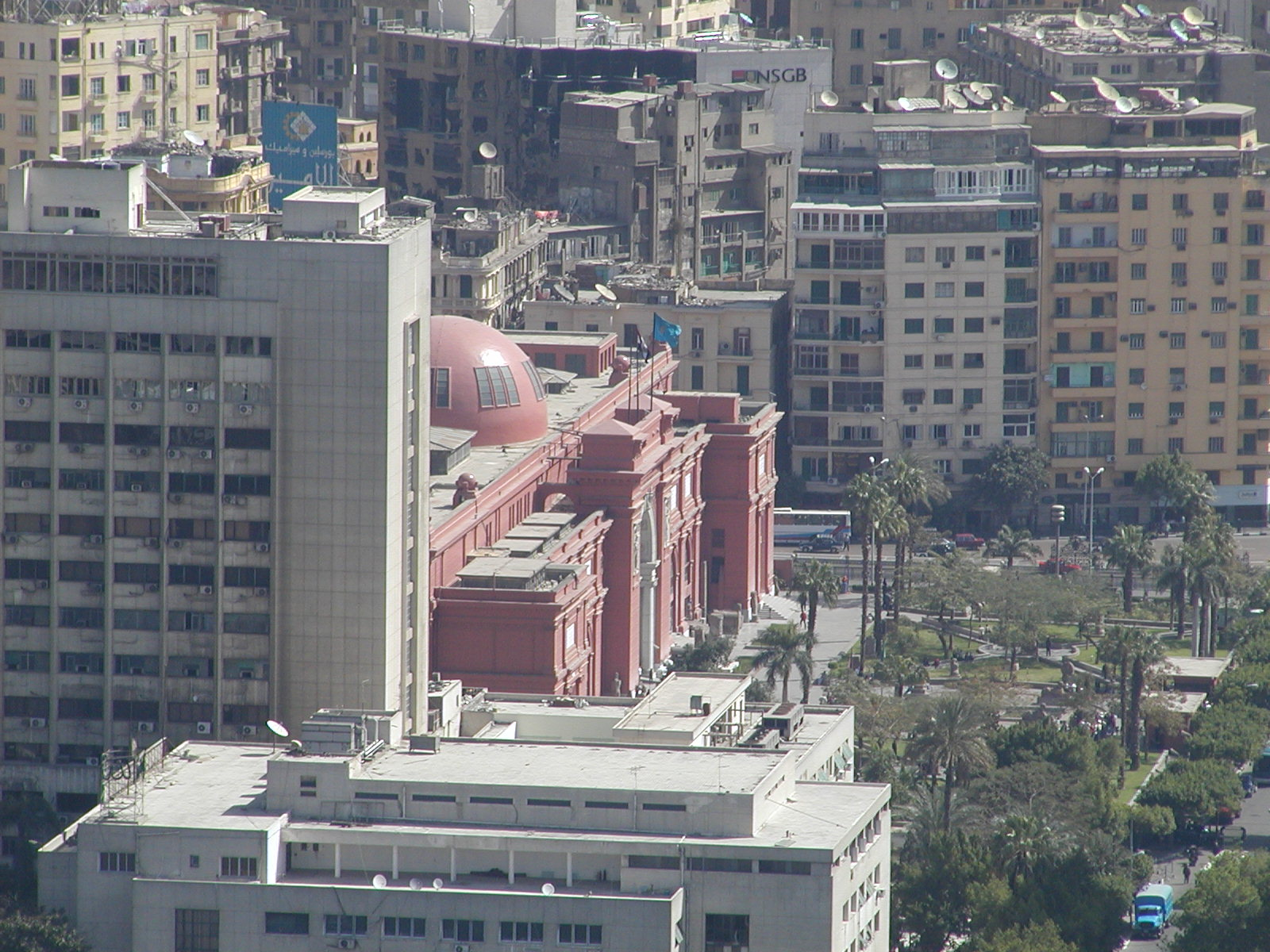
Le musée égyptien du Caire

La place Tahrir (en arabe : ميدان التحرير, Mīdān at-Taḥrīr), littéralement « place de la Libération » (parfois traduit par place de l'Indépendance) est une des principales places publiques du Caire, en Égypte.

## Disposition
Centre névralgique de la capitale égyptienne, la place Tahrir est située à la jonction de plusieurs axes importants : la rue Talaat Harb, la rue al-Mogamma et l'avenue at-Tahrir. Elle est située à 200 m du Nil, sur la rive orientale, près du pont Qasr al-Nil.
Un gigantesque rond-point occupe le centre de la place, emprunté en permanence par un important trafic automobile.
Plusieurs rues aboutissent sur la place Tahrir : au sud, la rue Qasr al-Ayn, à l’est, la rue Talaat Harb, au nord la Meret Basha. La voie Qasr al-Nil traverse la place dans sa partie sud, vers le pont Qasr al-Nil sur le Nil.
La place Tahrir est bordée d'édifices assez disparates :
- à l’ouest, les hôtels Nile Hilton, édifié à l'emplacement de l'ancien palais du Nil, et Concorde ;
- au sud, la mosquée Omar Makram, où sont célébrées les obsèques nationales[2]. Cette mosquée tire son nom du héros de l’expédition d’Alexandrie en 1807, Omar Makram, résistant à l’occupation française, dont la statue est placée devant la mosquée ;
- l’immeuble Mogamma, de style soviétique, où travaillent des milliers de fonctionnaires, également sur le côté sud de la place[2] ;
- sur le côté ouest, le siège de la Ligue arabe[2] ;
- au nord de la place, le musée égyptien[2] ;
- l’ancien siège du parti national démocratique (parti du président Moubarak) ;
- l’université américaine du Caire, de style néo-mauresque. Les rues adjacentes sont bordées d'immeubles de bureau, de boutiques et de cafés.

La station « Sadate » du métro du Caire dessert la place.

## Historique
La place est à l'origine une zone humide, inondée périodiquement par les eaux du Nil, et passablement insalubre. L'aménagement débute au XIXe siècle, sous le régime du khédive Ismaïl Pacha (1830-1895). S'inspirant des villes européennes, il fait édifier des immeubles modernes et percer des rues droites et bordées d'arbres. Au bord du fleuve, il fait édifier le palais du Nil (Qasr-el-Nil) et à l'angle sud-ouest de la place, le palais Ismaïliyey. Lorsque les Anglais imposent leur protectorat en 1882, le palais du Nil devient leur quartier général. Le bâtiment est démoli en 1959.
La place porte tout d'abord le nom de place Ismaïlia, du nom d'Ismaïl Pacha. Elle est rebaptisée place de la Libération au moment de la révolution de 1952.
Le 8 août 1976, une explosion se produit dans les toilettes d'une administration situé sur la place Tahrir, blessant 14 personnes ; le gouvernement égyptien ainsi que les médias accusent des agents libyens. Le gouvernement égyptien déclare avoir arrêté deux citoyens égyptiens entraînés par les services secrets libyens pour effectuer des sabotages en Égypte. Cela sera une des causes de la guerre égypto-libyenne.
Ce pivot de la vie cairote est le cadre de plusieurs manifestations populaires : rassemblement contre la guerre en Irak en 2003, mais c’est aussi le point de ralliement des manifestations durant la révolution égyptienne de 2011.

### La place pendant la révolution de 2011: la Commune ou la République[7]de Tahrir
Devant la réussite de la révolution tunisienne, divers mouvements comme le Mouvement de la Jeunesse du 6 avril appellent à manifester le 25 janvier 2011, via des pages Facebook, pour une journée de revendications politiques baptisée « journée de la colère ». Le jour choisi est une fête nationale, nommée Jour de la police, en souvenir de l’insurrection de la police égyptienne en 1952 qui avait abouti au départ des Britanniques. Le mouvement du 6 avril organise une manifestation chaque année à cette date, depuis 2009[réf. nécessaire]. Ces manifestations sont interdites,, et la place Tahrir est encerclée par un cordon de policiers.
Les manifestants rejoignent la place en petits groupes qui empruntent des petites rues, ce qui leur permet d’éviter les grandes avenues où les attendent les concentrations de forces de l’ordre. Celles-ci, déstabilisées, courent après ces petits groupes, se divisent et ne parviennent pas à empêcher la convergence d’environ 15 000 personnes sur la place Tahrir. Deux mille personnes manifestent à Suez, et d’autres manifestations ont lieu à Alexandrie, Assouan, Assiout, dans le delta du Nil, à Ismaïlya, dans le Sinaï. Des manifestants occupent la place Tahrir toute la nuit, mais ils en sont chassés au canon à eau le lendemain matin.
Le 27 janvier 2011, après trois jours d’affrontements, le siège du PND au pouvoir est incendié. Quelques heures plus tard, des chars de l'armée égyptienne prennent position sur la place. Au cours des jours qui suivent, la place devient l'épicentre de la contestation, et est envahie quotidiennement par des milliers de manifestants. Le 1er février, elle rassemble plusieurs centaines de milliers de protestataires (environ deux millions dans l'ensemble de la capitale).

#### Déroulement des occupations
Après une occupation qui ne dure que la nuit du 25 au 26, les opposants au régime commencent une nouvelle occupation de la place après la manifestation du 28 janvier, la police égyptienne s’étant retirée de la place dans la nuit. Initialement, il s’agirait d’ailleurs d’un lieu de jonction et de repli pour différentes manifestations prises sous les tirs de la police, et non d'une occupation programmée.
Alors que les manifestants ne sont que quelques milliers au maximum en sortant de la nuit, leurs rangs se renforcent toute la journée. Le voisinage avec l’armée, qui reste sur les marges de la place, se passe bien : soldats et manifestants échangent des aliments.
Le couvre-feu n’est évidemment pas respecté, mais dès qu’il a sonné, à 16 h 00 ce 29 janvier, des affrontements opposent police et manifestants devant le ministère de l'Intérieur tout proche, faisant trois morts dans les rangs des opposants.
À partir du 30, les tentes se multiplient au centre de la place. Du matériel destiné à militer et à rendre possible une occupation de longue durée est apporté. L’exemple de l’occupation de la place principale du Caire est suivi à Alexandrie, Suez et dans des douzaines de villes d’Égypte.
Le 1er février, la place Tahrir est submergée par les manifestants. Devant ce succès, le pouvoir envoie, le lendemain matin, quelques milliers de partisans payés pour affronter les manifestants. Ceux-ci, surpris dans un premier temps, résistent vigoureusement : les échanges de pierres et de cocktails molotov durent jusqu’au milieu de la nuit, puis reprennent le lendemain, jeudi 3. Finalement, et malgré la charge de dromadaires, les pro-Moubarak sont repoussés, après avoir tué entre six et vingt manifestants et en avoir blessé 1500,.
À la suite de cet échec du raïs, l’armée encercle la place, empêchant par la suite les pro-Moubarak d’aller provoquer les manifestants. Ceux-ci organisent un peu plus l’occupation, la place devenant une ville dans la ville, organisant un mariage, possédant son bureau des objets trouvés. Les prières des musulmans sont protégées par les laïcs et les chrétiens, des messes ont lieu, au milieu des musulmans qui veillent sur le rite chrétien.
Après l’annonce du départ de Moubarak, le 11, la liesse envahit les manifestants, et la fête dure toute la nuit, et reprend le soir du 12. Le 12 au matin, des Égyptiens nettoient la place, repavent les trottoirs, refont les peintures de la signalisation routière et du mobilier urbain, balaient même la poussière.
Le dimanche 13, des échauffourées éclatent entre les révolutionnaires de la place Tahrir, qui ne veulent quitter la place que quand leurs revendications seront satisfaites, et l’armée, qui après avoir évacué les barricades et les épaves de voitures, veut expulser les manifestants. Elle est cependant réoccupée en permanence par des centaines de révolutionnaires, rejoints tous les vendredis par des manifestations plus ou moins importante.
De nouveaux affrontements opposent les occupants de la place, qui repoussent des centaines d'assaillants, armés de bâtons et de couteaux, le 9 mars. L'armée, quasiment absente, n'intervient pas, tout comme elle n'avait pas protégé les coptes qui manifestaient pour protester contre l'incendie d'une de leurs églises, mardi 8 mars. Ces affrontements communautaires ont fait dix morts et 110 blessés.

#### Organisation de la contestation à Tahrir

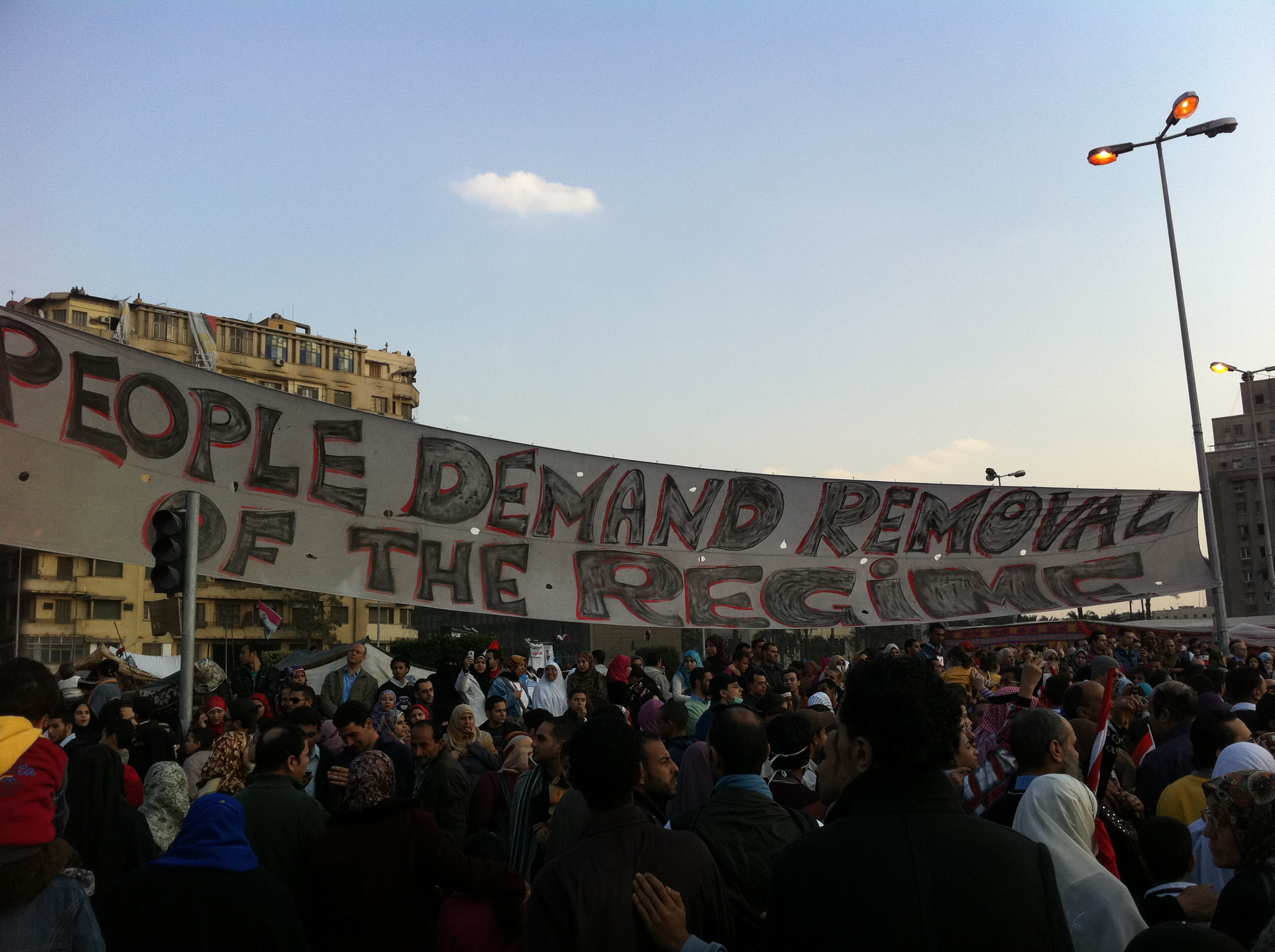
Banderole sur la place Tahrir : « Le peuple exige le retrait du régime ».

La place constitue dès le début de son occupation un univers autonome, définissant ses propres règles de fonctionnement. Dans un esprit de fraternité et de tolérance, bien que mus par des idéaux différents (les athées y croisent les musulmans, les syndicalistes des militaires ayant rallié la révolution), les manifestants y débattent de la construction de la future Égypte. Comparés à des communards vivant en république autonome, sans chefs, ils préparent en petit l’Égypte qu’ils désirent pour l’avenir,. Dès le début, ils s’organisent pour conserver la place vivable : le matin du 29, des volontaires nettoient la place,,.
Une partie de l‘organisation repose sur les consultations « informelles » entre les mouvements à l’origine des manifestations (le Mouvement de la jeunesse du 6 avril, le plus influent, Mouvement de la jeunesse en colère, les Frères musulmans, l'Alliance pour le changement de Mohamed el-Baradei). Les décisions étaient cependant prises sur un mode autogestionnaire et libertaire. Après discussion au sein de comités, les propositions, lues au micro, sont adoptées par acclamation (cheer ou booo) ; le reste du pays était représenté par des délégués. Le local de l’agence de voyages Zéfir est investi par les manifestants. Il sert de QG au « comité d’organisation » révolutionnaire, constitué de façon informelle. Ses membres (quelques dizaines avec les sous-comités) sont surtout des anonymes, ce qui permet de rendre inutiles les arrestations ou les menaces. Le mouvement se structure avec des sous-comités spécialisés : sécurité (dont un des membres éminents est un certain « Adham »), logistique, soins médicaux.
Selon Duncan Green, la présence de groupes organisés, comme les Frères musulmans ou des clubs de supporters, s’est avérée décisive lors de la défense de la place, les 2 et 3 février. Il évalue à 10 à 15 % la proportion de femmes ; la présence de femmes en nombre, qui ne sont pas victimes de harcèlement sexuel, est en soi un évènement relevé par la suite.
Le service d’ordre mis en place par les occupants de la place compte jusqu’à plusieurs centaines de personnes. Il contrôle et fouille les personnes entrant sur la place (femmes et hommes séparés), et débusque les agents provocateurs, qui sont alors amenés sans violence à l’agence Zéfir et interrogés, ou dans la station de métro Sadate transformée en prison. Ces provocateurs sont nombreux à travailler pour la police ou le PND. Les Tahrites ont comptabilisé 350 « voyous » (truands payés ou policiers en civil venant espionner ou provoquer les manifestants) débusqués, arrêtés et remis à l’armée.
Le ravitaillement en vivres est assuré en partie par des Égyptiens solidaires qui distribuent de la nourriture gratuitement ; des collectes et des vendeurs ambulants complètent. La santé et les secours sont garantis par des médecins volontaires, comme Bassem Youssef.
Les militants disposent de tout le matériel nécessaire pour les meetings et la vie quotidienne : sonos pour les discours et les concerts, points d’eau, télés pour se tenir au courant. Réparti sur toute la place, ce matériel sert à tous, et aucun leader n’émerge, même si plusieurs figures de l’opposition légale ou illégale passent à un moment ou à un autre pour haranguer les occupants de la place ou simplement pour être présents :
- Amr Moussa, secrétaire général de la Ligue arabe et Mohamed El Baradei ;
- des opposants expérimentés, comme des Frères musulmans, Nawal el Saadawi, doctoresse de 80 ans militant contre les mutilations sexuelles[30] ;
- des artistes comme Romi Essam, des blogueurs comme Wael Ghonim le 7 février.

Inversement, certaines personnalités jugées corrompues, trop proches du pouvoir ou opportunistes sont expulsées sans ménagement, comme le chanteur Tamer Hosni,, l'animatrice de télévision Amro Adib, les frères vedettes de football Hossam et Ibrahim Hassan.
Le soir du 1er février, le discours de Moubarak est projeté sur un drap tendu entre deux poteaux, permettant à toute la foule de le suivre.
Après les combats des 2 et 3 février, l’occupation s’organise pour durer. Neuf barricades barrent les entrées de la place, précédés d’ordures imbibées d’essence et prêts à être incendiées. Pour la propreté, des toilettes rudimentaires sont installées, la carcasse d’un camion de police incendié est reconvertie en déchèterie,. Les manifestants sont issus de toutes les classes sociales : 150 médecins organisent bénévolement des cliniques de campagne pour soigner les victimes des affrontements avec la police et les pro-Moubarak, la principale occupant une petite mosquée, une pharmacie s’installe, les portraits des manifestants tués par la police sont exposées sur un « mur des martyrs »,. Tous les services (soins, eau et nourriture, recharge de téléphones) sont gratuits.
Les journaux sont affichés sur un mur, pour que tout le monde puisse les lire. D’autres sont rédigés, imprimés, vendus et lus sur la place. Les chansons révolutionnaires des années 1960, dont celles de Cheikh Imam, reviennent à la mode.
Les manifestants organisent eux-mêmes un second cordon de sécurité avec fouille, donnant lieu à de très longues files d'attente d'Égyptiens venus se joindre au mouvement. Le 10 février 2011 de fortes rumeurs laissent prévoir un départ du président Moubarak, qui survient le lendemain.

#### Évènements symboliques
La place Tahrir reste le symbole de la révolution, même après les différents changements de gouvernement. C'est sur cette place que le nouveau premier ministre, Essam Charaf, qui remplace Ahmed Chafik chassé par les Tahrites, vient prendre un bain de foule et proclamer son allégeance au peuple lors de la manifestation du 4 mars. Des militaires et des baltaguiyas encadrés par des officiers expulsent les occupants de la place Tahrir le 9 mars. Les baltaguiyas utilisent des battes pour taper sur les manifestants et se servent des jets de bombes aérosols enflammés comme de lance-flammes pour incendier les tentes. Certains manifestants ont été arrêtés par les baltaguiyas.
Le journaliste Ibrahim Issa choisit de nommer sa chaîne de télévision Tahrir.

### Tahrir depuis la chute de Moubarak
La place Tahrir est devenue le lieu des anniversaires hebdomadaires de la chute de Moubarak. Elle accueille aussi les visites des personnalités étrangères, en tant que symbole cairote de la révolution égyptienne,. Les principales personnalités étrangères à être passées par la place Tahrir depuis le mois de février 2011 sont le premier ministre britannique, David Cameron, Catherine Ashton, la Haute-Représentante pour les Affaires étrangères et la politique de sécurité de l’Union européenne et John Kerry, président du comité des Affaires étrangères du Sénat américain. Hillary Clinton, secrétaire d'État des États-Unis, s'y est également rendue en mars 2011, mais les chebabs ont refusé de l'y croiser, à cause de l'attitude ambigüe et changeante des États-Unis pendant la révolution.

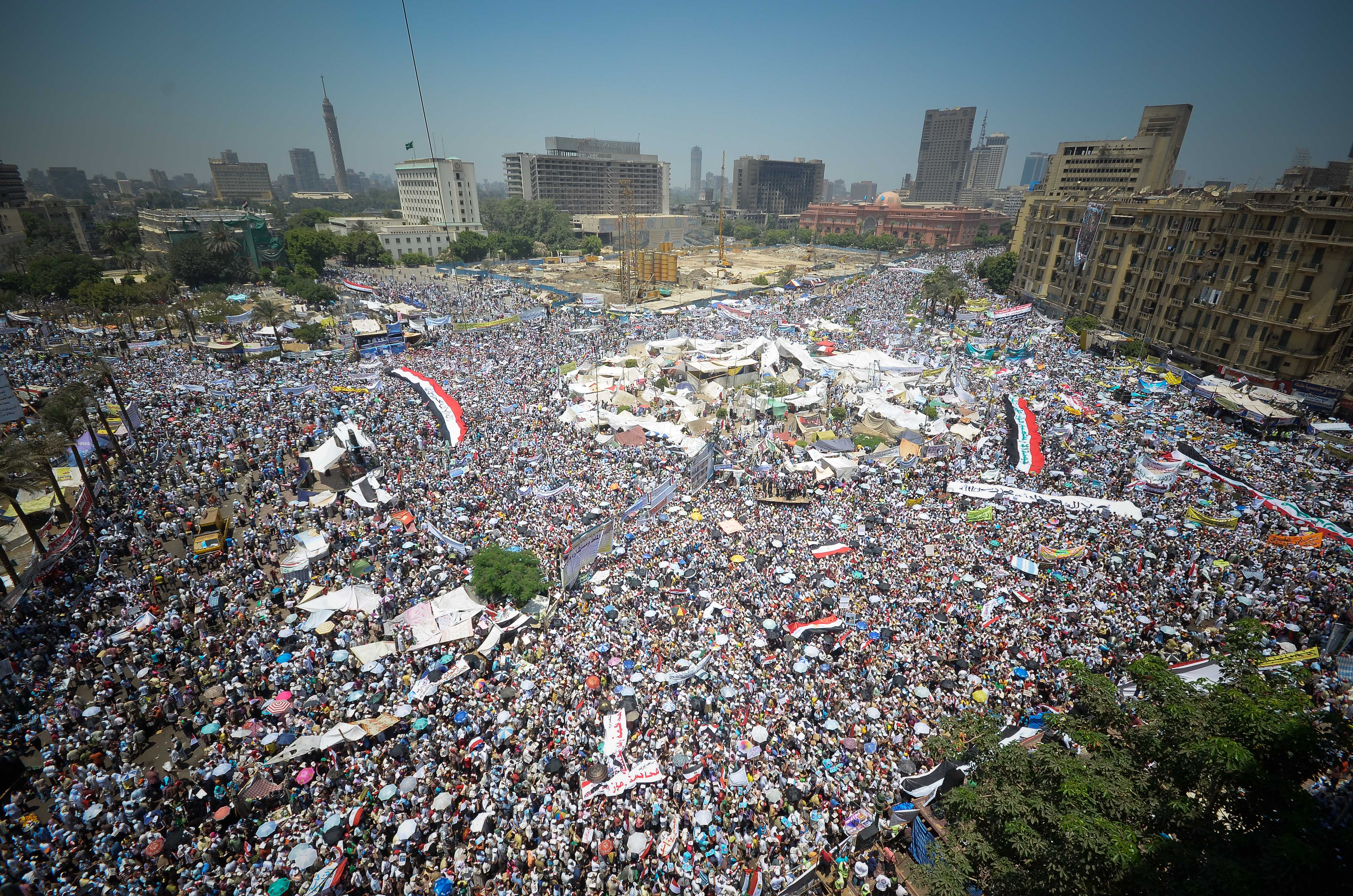
La place Tahrir le 29 juillet 2011

Les manifestations du vendredi ne sont pas que des anniversaires : chacune est l’occasion de porter, et de faire aboutir, de nouvelles revendications afin d’achever la révolution :
- l’arrestation de dignitaires du régime, dont le ministre de l’Intérieur Habib el-Adli ;
- le renvoi du dernier gouvernement nommé par Moubarak, le 3 mars (soit la veille d’une importante manifestation et après celle du 25 février qui avait déjà demandé son départ[7]) ;
- celles du 25 mars et du 1er avril pour l’épuration des médias publics (obtenue pour les journaux officiels le 30 mars et la radio-télévision d’État le 2 avril) ;
- l’incarcération le jour d’une manifestation de Safwat Al-Sharif, le 11 avril ;
- celle du 8 avril insistait plus particulièrement sur les poursuites judiciaires contre le dictateur : le 13, Hosni Moubarak et ses deux fils sont emprisonnés et leurs auditions commencent ; auparavant, le Parti national démocratique a été dissous. Certains manifestants avaient tenté de prolonger la manifestation par une occupation de la place, mais leur expulsion violente par la police, au matin du 9 avril, entraîne la suspension des manifestations hebdomadaires[42] ;
- les gouverneurs trop gravement impliqués dans l’ancien régime sont remplacés ;
- le Second Jour de la colère, vendredi 27 avril, réunit 100 000 personnes qui exigent l’accélération des procédures à l’encontre d’Hosni Moubarak et des personnalités du régime, ainsi que la fin des procès de manifestants et la libération des prisonniers politiques, plus diverses revendications propres à chaque mouvement[42]. La coalition des jeunes de la révolution et le Mouvement de la Jeunesse du 6 avril organisait la manifestation, soutenue par le Front démocratique, le Mouvement égyptien social démocrate, les Égyptiens libres et l’Égypte de la liberté[43]. C’est le plus important rassemblement depuis février, et ce sont les manifestants eux-mêmes qui ont assuré la sécurité durant toute la journée[42].

Lors de la journée du 2 février, des militants loyalistes au régime chargent les manifestants à dos de chameaux, occasionnant plusieurs morts et blessés. Cet évènement est communément désigné comme la "bataille des chameaux".
Plusieurs autres revendications sont portées chaque vendredi depuis le 11 février : la libération des prisonniers politiques, l’annulation des procès de manifestants par des tribunaux militaires et la grâce de ceux déjà condamnés.
Lors des journées des 28 et 29 juin 2011, la place Tahrir est le point d’aboutissement des groupes qui protestent contre la violence de la police. Après la manifestation du 8 juillet, un nouveau campement de plusieurs milliers de personnes est établi,, signe que la révolution égyptienne est toujours en cours.
Le 19 novembre 2011, à quelques jours des élections législatives, la police et l'armée attaquent un campement de 200 personnes (les forces anti-émeutes étaient à peu près 5 000). Cette violence engendre ce qu'on appellera les évènements de la rue Mohamed Mahmou, la bataille principale étant dans cette rue là. 
Ces évènements sont connus par : l'utilisation de nouveaux gaz lacrymogènes asphyxiants et aussi par leur violence (58 morts en 5 jours)